# ریولو
ریولو (به ایتالیایی: Rivello) یک کومونه در ایتالیا است که در استان پوتنزا واقع شده‌است. ریولو ۶۸ کیلومتر مربع مساحت و ۲٬۸۹۳ نفر جمعیت دارد و ۴۷۹ متر بالاتر از سطح دریا واقع شده‌است.